# Imerinus granuliferus
Imerinus granuliferus is een keversoort uit de familie boktorren (Cerambycidae). De wetenschappelijke naam van de soort is voor het eerst geldig gepubliceerd in 1890 door Gahan.